# ホウオウボククチバ
ホウオウボククチバ（鳳凰木朽葉。学名 Pericyma cruegeri）は、チョウ目ヤガ科シタバガ亜科に分類されるガ。

## 概要
成虫は暗褐色と灰褐色が混じった羽根を持ち、樹皮に似た複雑な模様を持つ。色は地域によって変異する。開長は約40mm。ほぼ正三角形に羽を横に広げた状態で止まる。
幼虫は、頭が橙色、体は灰色を呈している。食樹はジャケツイバラ亜科のホウオウボクやコウエンボクで、葉を大量に食べて被害をもたらすことがある。
食樹の周りの落ち葉に長さ約20mmの繭を作り、中で蛹となる。

## 分布
台湾、ベトナム、フィリピン、インドネシア（スマトラ島、ボルネオ島）、オーストラリアなどに分布。1986年以降、日本の石垣島や沖縄本島でも確認されており定着している。1971年以降、アメリカ合衆国のグアム島やハワイ州でも見つかっている。

### 日本
日本では、国外からの侵入害虫として1986年に石垣島でホウオウボクに大発生したのが初記録となっている。
ホウオウボクはマダガスカル島原産の樹であるが、街路樹や公園樹として沖縄県の各地で導入されており、ホウオウボククチバの幼虫による食葉被害が問題となっている。
2000年には那覇市や浦添市で局地的に大発生。2016年11月には那覇市でホウオウボククチバの幼虫が異常発生している。

## 利害
ホウオウボククチバには毒性は無い。しかし、幼虫は街路樹などとして植栽されたホウオウボクの葉を食害し、経済害虫となる。また、まとまった数が都市部で発生するため、不快害虫となる。